# Protaetia distincta
Protaetia distincta är en skalbaggsart som beskrevs av Franz Antoine och Pavicevic 1994. Protaetia distincta ingår i släktet Protaetia och familjen Cetoniidae. Inga underarter finns listade i Catalogue of Life.